# Faget & Varnet
Faget & Varnet (alternativ: Faget-Varnet) war ein französischer Hersteller von Automobilkarosserien, der in Levallois-Perret ansässig war. Im Pkw-Bereich war das Unternehmen während einer kurzen Zeitspanne nach dem Zweiten Weltkrieg tätig.

## Unternehmensgeschichte

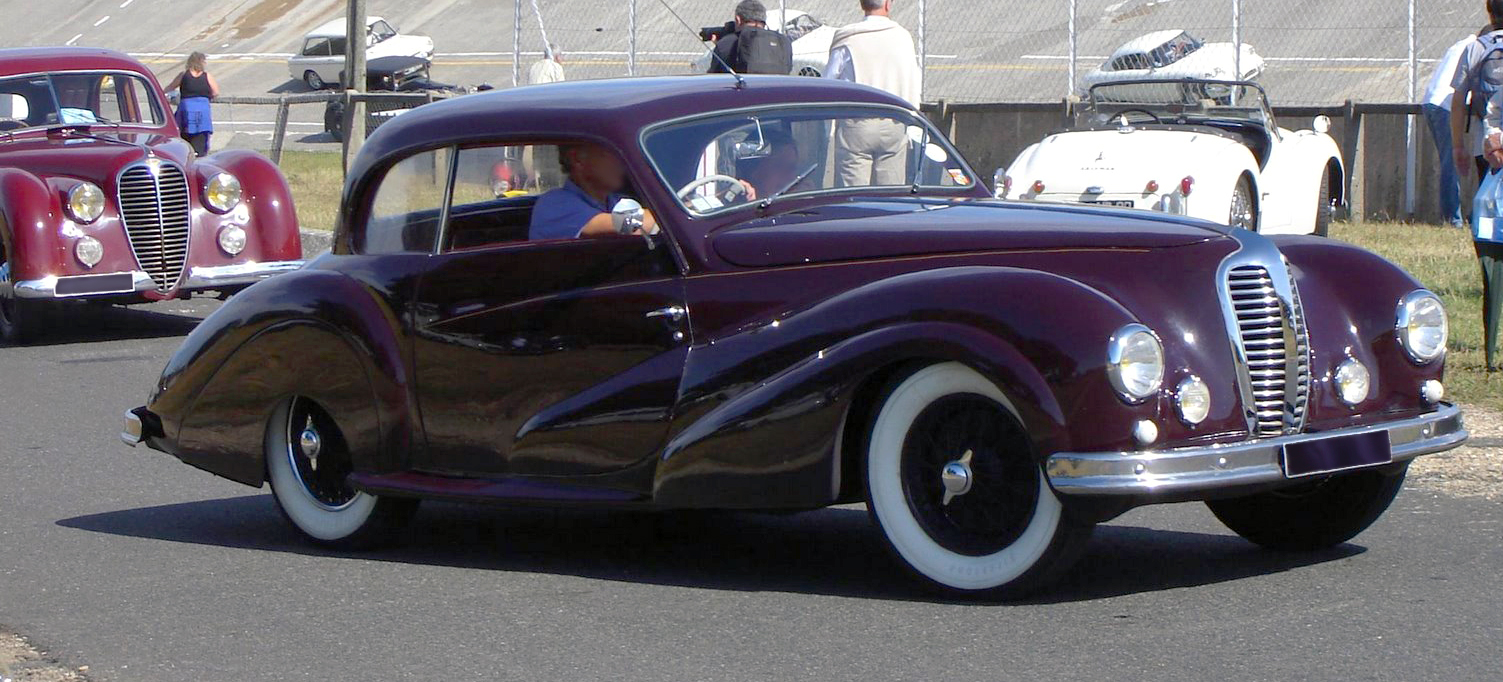
Delahaye Type 135 MS mit einer Coupé-Karosserie von Faget & Varnet

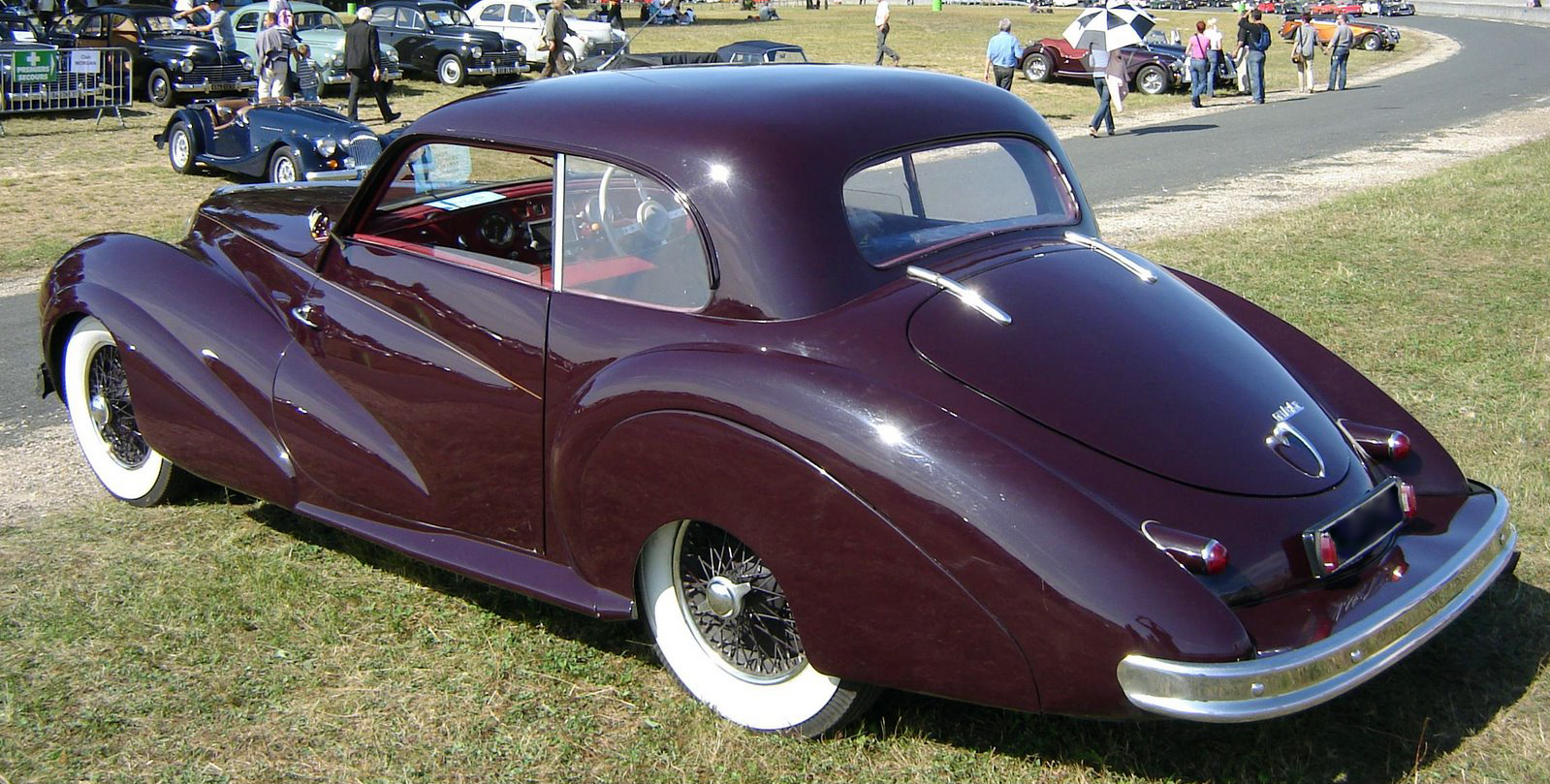
Das Heck des gleichen Delahaye

Das Unternehmen wurde von Jean Faget und Henri Varnet gegründet. Das genaue Gründungsdatum ist unbekannt; sicher ist aber, dass Faget & Varnet bereits vor dem Zweiten Weltkrieg Aufbauten für Nutzfahrzeuge fertigten. Im gleichen Ort im Umfeld von Paris hatten auch andere Karosseriebauer wie Aubertin und Franay ihren Sitz.
Während des Krieges entwickelte Faget & Varnet eine Ganzstahlkarosserie, die zugunsten eines Stahlblechrahmens auf die bisher übliche Verwendung eines Holzgerüsts verzichtete und dadurch eine Gewichtsersparnis von 30 bis 35 Prozent gegenüber herkömmlichen Konstruktionen ermöglichte. 1945 stellte das Unternehmen auf der Basis eines Chassis von Renault eine Taxi-Karosserie mit einem Stahlrahmen vor. Diese Konstruktion wurde jedoch nicht in die Serienfertigung übernommen. Ab 1948 bot Faget & Varnet Karosserien für Oberklasseautomobile mit Stahlrahmen an. In erster Linie karossierte das Unternehmen Chassis von Delahaye ein. Stilistisch orientierte es sich an den Entwürfen von Saoutchik, erreichte nach Ansicht von Beobachtern deren Perfektion aber nicht.
Die meisten Modelle zeigen klassisch anmutende Karosserien mit hohem schmalen Kühlergrill sowie abgesetzten vorderen und hinteren Kotflügeln. Ab etwa 1951 mit der Einführung des Delahaye Type 235 vollzog auch Faget & Varnet den Übergang zur Pontonkarosserie. Neben Chapron, Beutler sowie Carrozzeria Motto/Charbonneaux karossierte das Unternehmen aus Levallois-Perret mehrere der insgesamt nur rund 85 Fahrzeuge. Faget & Varnet kleidete das Modell 235 mit einer strömungsgünstigen, völlig glattflächigen Coupékarosserie mit vollverschalten Hinterrädern ein.
1953 stellte Faget & Varnet den Betrieb ein. Der Karosseriehersteller Gramond aus Bordeaux fertigte parallel eigene Aufbauten nach dem Muster von Faget & Varnet für die regionale Kundschaft.